# Покау
Покау (нем. Pockau) — бывшая коммуна в немецкой федеральной земле Саксония. С 1 января 2014 года в результате объединения с Ленгефельдом образовала город Покау-Ленгефельд. Расположен в Рудных горах на туристическом маршруте «Серебряная дорога» (нем. Silberstraße).
Подчиняется административному округу Хемниц и входит в состав района Рудные Горы. На 31 декабря 2013 года население Покау составляло 3803 человека. Занимает площадь 36,04 км². Официальный код района 14 1 81 310.
Коммуна подразделялась на 4 сельских округа.

## География
Покау находится в долине реки Чёрная Покау (нем. Schwarze Pockau) при её слиянии с рекой Покау. Граничит:
- На севере: деревни Герсдорф и Форххайм (в долине реки Хазельбах).
- На востоке: Вернсдорф и поселение Неннигмюле (в долине Флёи).
- На западе: поселение Мартербюшель (у федеральной трассы B 101).

#### Высоты
- Наивысшая точка — гора Файербакен (610 м).
- Низшая точка — долина Флёи (около 400 м).

#### Водоёмы
- Северо-восточнее расположено водохранилище Зайденбах.

## История
- 1292 год: первое упоминание реки Покау в документах Херсфельдского монастыря.
- 1365 год: первое упоминание поселения как «Паккау».
- XV век: археологически подтверждено существование стекольной мастерской.
- 1539 год: после Реформации присоединён к приходу Ленгефельда.
- 1560 год: начало сплава леса по рекам Флёха и Покау; создание угольных печей.
- 1671 год: открытие первой школы.
- 1783 год: строительство Верхней маслобойни (ныне технический памятник).
- 1875 год: запуск железной дороги Флёхатальбан.
- 1934 год: включение Герсдорфа в состав коммуны.

#### ГДР-период
- На территории действовал детский лагерь предприятия VEB Robotron.

## Герб
Описание: «В серебряном поле с чёрной главой над волнообразно разделённым сине-серебряным основанием — чёрное мельничное колесо, поверх которого зелёная хвойная и лиственная древесина с чёрными стволами; вверху — чёрный узор из стропил».

## Культура и достопримечательности

#### Церковь
- Построена в 1885 году в неоготическом стиле. Освящена после отделения от прихода Ленгефельда.

#### Музеи
- Технический памятник «Маслобойня Покау»: единственная в Европе мельница, демонстрирующая производство льняного масла по технологиям XVII века.
- Рыбачий дом курфюрста: полутораэтажный фахверковый дом (1653 г.), ныне музей рыболовства.

#### Памятники
- Мемориал 36 жертвам фашизма.
- Могилы неизвестных узников концлагеря Бухенвальд.
- Памятник антифашистам Вилли Нойбауэру и Рудольфу Лангеру.

## Транспорт
- Железная дорога: станция Покау-Ленгефельд на линии Райтценхайн—Флёха.
- Автобусное сообщение: маршрут RB 81 (Хемниц—Ольбернхау-Грюнталь) курсирует ежечасно в будни и каждые 2 часа в выходные.

## Известные личности
Почётные граждане:
- Хайнц Нойбауэр (1915–1998) — эколог, почётный гражданин с 1994 года.

Уроженцы:
- Освальд Бибер (1874–1955) — архитектор.
- Мартин Шмидт (1909–1982) — теолог.
- Пауль Рошер (1913–1993) — политик (КПГ/СЕПГ).

Связанные с городом:
- Ханс-Хайнц Каспер (1925–1999) — бургомистр в 1955–1959 гг.

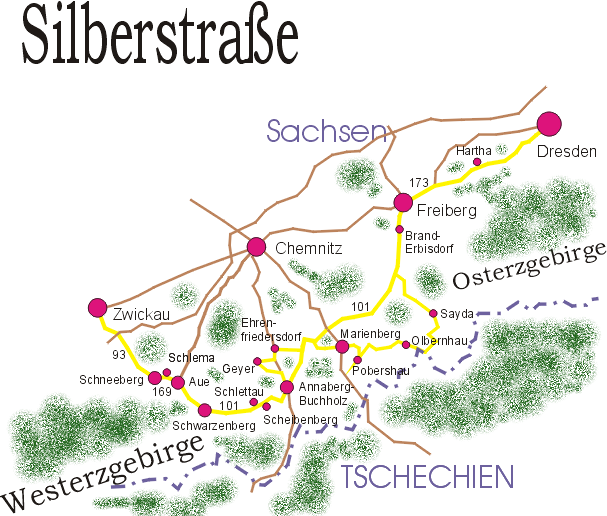
Покау